# Вальдеспино, Сэнди
Иларио «Сэнди» Вальдеспино Боррото (исп. Hilario «Sandy» Valdespino Borroto; 14 января 1939, Сан-Хосе-де-лас-Лахас — 26 февраля 2023, Моултри, Джорджия) — кубинский бейсболист, аутфилдер. Выступал в Главной лиге бейсбола с 1965 по 1971 год. Участник Мировой серии 1965 года.

## Биография

### Ранние годы и начало карьеры
Родился 14 января 1939 года в Сан-Хосе-де-лас-Лахасе. Его отец умер, когда ему было девять лет, тогда же он устроился на работу на завод, чтобы помогать матери. После школы и работы Вальдеспино играл в бейсбол. В начале 1957 года скаут клуба «Вашингтон Сенаторз» Джо Камбрия подписал с ним контракт. После переезда в США один из тренеров дал Вальдеспино прозвище «Сэнди», так как он был похож на игрока «Бруклин Доджерс» Сэнди Амороса.
Сезон 1958 года Вальдеспино начал в команде «Фокс-Ситиз Фоксиз», где играл неудачно. В начале июня его перевели в Лигу пионеров в состав «Мизулы Тимберджекс». В лиге уровнем ниже он раскрылся и в 87 сыгранных матчах выбил 15 хоум-ранов при показателе отбивания 31,2 %. В 1959 году его перевели в «Шарлотт Хорнетс» из Южно-Атлантической лиге. Там Вальдеспино проявил себя как скоростной игрок, став лидером команды по количеству выбитых триплов, а также вошёл в число участников матча всех звёзд лиги.
К 1960 году он продвинулся в фарм-системе клуба до уровня AAA-лиги. В играх за «Чарлстон Сенаторз» Вальдеспино отбивал с показателем 26,7 % с 11 хоум-ранами. После окончания сезона он в последний раз уехал играть на Кубу, где был одним из лучших отбивающих зимней лиги. К тому моменту к власти уже пришёл Фидель Кастро, и возвращаться в США ему и ещё нескольким игрокам пришлось через Мексику, получив специальное разрешение. В 1961 году «Сенаторз» переехали в Миннеаполис и стали называться «Миннесотой Твинс». Вальдеспино участвовал в весенних сборах с основным составом команды, но затем был переведён в команду Международной лиги «Сиракьюз Чифс».
В апреле 1961 года он получил травму руки, из-за которой смог сыграть за «Чифс» всего 51 матч с показателем отбивания 23,7 %. В августе его перевели на уровень ниже в «Индианаполис Индианс», с которыми Вальдеспино выиграл чемпионат Американской ассоциации. В последующие три года его привлекали к работе с «Твинс» на сборах, но играть он продолжал в младших лигах. В 1963 году он провёл первый за несколько лет полноценный сезон, отыграв 114 матчей за «Даллас Рейнджерс». В 1964 году Вальдеспино был лидером команды Международной лиги «Атланта Крэкерс» практически во всех статистических категориях. Большое влияние на его игру оказал опытный игрок третьей базы Рэй Яблонски.

### Главная лига бейсбола
В 1965 году Вальдеспино наконец пробился в состав «Твинс», но вытеснить кого-то из аутфилдеров — Боба Эллисона, Джимми Холла или Тони Оливу — было практически невозможно. На старте чемпионата тренеры задействовали его как запасного защитника или пинч-хиттера, позднее он начал выходить вместо травмированного Эллисона. Регулярный чемпионат Вальдеспино завершил с показателем отбивания 26,1 %, он был лидером среди новичков клуба по числу проведённых игр. В Мировой серии, где «Твинс» проиграли «Доджерс», он выходил на поле в четырёх играх из семи.
Весной 1966 года Вальдеспино выиграл у Эллисона борьбу за место стартового левого аутфилдера, но спад в начале сезона привёл к тому, что он снова вернулся к роли пинч-хиттера. Он выходил на поле всего в 52 играх, отбивая с показателем 17,6 %. Часть сезона ему пришлось провести в клубе AAA-лиги «Денвер Беарс». В 1967 году Вальдеспино сыграл в 99 матчах, а его эффективность на бите снизилась до 16,5 %. После окончания сезона все права на него были переданы «Денверу», а затем, во время драфта игроков младших лиг, он был выбран «Атлантой Брэйвз».
Перед началом чемпионата 1968 года он заменил в стартовом составе «Атланты» Рико Карти, заболевшего туберкулёзом. В апреле Вальдеспино был одним из лидеров команды, его эффективность на бите достигала 36,4 %. Но затем этот показатель начал снижаться, и в июне его отправили в фарм-клуб «Ричмонд Брэйвз». После окончания сезона его обменяли в «Хьюстон Астрос» на питчера Пола Дойла.
В 1969 году Вальдеспино сыграл за «Астрос» в 41 матче, отбивая с эффективностью 24,4 %. В конце августа его обменяли в «Сиэтл Пайлотс», где до конца чемпионата он провёл ещё 20 игр. В межсезонье он вместе с командой переехал в Милуоки, клуб сменил название на «Брюэрс». В основном состав ему пробиться так и не удалось, сначала Вальдеспино отправили в «Портленд Биверс» из Лиги Тихоокеанского побережья, а затем обменяли в «Омаху Роялс». Сезон для него завершился победой в чемпионате Американской ассоциации.
В конце 1971 года Вальдеспино провёл свои последние игры в Главной лиге бейсбола. В 18 матчах за «Канзас-Сити Роялс» он отбивал с показателем 31,7 %. В 1972 году он вновь играл за «Омаху». Последний в карьере сезон он отыграл в 1974 году в Мексике. Закончив играть, он работал тренером.
Скончался 26 февраля 2023 года в Моултри в Джорджии. Ему было 84 года.